# Front de point de rosée
Un front de point de rosée ou ligne sèche est une zone étroite de discontinuité dans les points de rosée de surface, la teneur en vapeur d'eau de l'air, d'une masse d'air ayant autrement des caractéristiques de température homogène,. Elle est ainsi différente d'un front chaud, froid ou occlus qui séparent des masses d'air aux caractéristiques différentes.
On retrouve les fronts de point de rosée dans des régions d'une masse d'air à la limite entre une zone aride et une autre qui subit un apport maritime. De telles lignes sèches sont fréquentes au printemps dans les Grandes Plaines d'Amérique du Nord où la circulation d'ouest d'air tropical continental, venant des montagnes Rocheuses, rencontre de l'air tropical maritime venant du Golfe du Mexique. Elles sont un des éléments déclencheurs d'orages. Certains seront particulièrement violents et producteurs de tornades à tel point que l'on nomme cette région la Tornado Alley. On retrouva également des fronts de point de rosée partout où une situation similaire peut se produire comme au Bangladesh et la région adjacente de l'Inde, ainsi qu'en certaines régions d'Amérique du Sud, d'Afrique et d'Asie de l'est.

## Description
Dans l'image du satellite météorologique ci-contre, il est possible de voir la répartition des masses d'air de part et d'autre d'un front de point de rosée dans la partie inférieure (tireté en brun). La température de surface, en Fahrenheit, est partout près de 85 °F dans le secteur dégagé mais atteint cependant près de 90 °F localement le long de la ligne sèche (ligne en tirets bruns). La variation de température n'est donc pas le facteur déterminant de la position du front. Par contre, les points de rosée sont autour de 63 °F à l'est de la ligne et de 50 °F à l'ouest de celle-ci.
Il est possible de comparer cela aux températures qui varient grandement au nord (65-75 °F) et au sud (85 °F) du front chaud marqué par la ligne rouge avec festons. Dans ce cas, les points de rosée diminuent graduellement au nord du front.
La position du front de point de rosée peut ne pas correspondre à un creux barométrique ou à une variation de la direction des vents. Sa longueur dépend de la topographie du terrain et des systèmes météorologiques de grande échelle, dite échelle synoptique, mais sa largeur dépend surtout d'effet locaux, dits de méso-échelle. En général, les fronts de point de rosée se retrouvent dans une région où il y a une pente du terrain aidant le réchauffement différentiel diurne.
Il va présenter parfois un renflement en après-midi, de la masse d'air sec vers la masse humide, là où il est surplombé d'un courant-jet à mi-troposphère. C'est le résultat de l'abaissement d'une partie des vents de ce jet à plus basse altitude par le mélange turbulent, dû au réchauffement, qui pousse plus sur le front à cet endroit.

## Structure verticale

Structure verticale et déplacement diurne du front de point de rosée.

Près de la surface tôt le matin, l'air tiède et humide (subtropical maritime) à l'est est plus dense que l'air sec et plus chaud, parfois brûlant (subtropical continental), à l'ouest.
Il aura tendance à s'infiltrer sous ce dernier le long du front. L'air humide est donc capturé en surface et il se forme un phénomène de bouchon avec une inversion temporaire de température qui inhibe la convection. Par contre, en altitude, la température chute plus vite dans l'air sec et c'est lui qui devient plus dense, inversant la pente du front,. L'air sec d'altitude est donc en instabilité latente et une parcelle d'air humide s'élevant du sol en perçant l'inversion deviendra de plus en plus chaude par rapport à l'air ambiant dès qu'elle formera un nuage convectif; ceci engendrera des indices de soulèvement importants.
Le réchauffement diurne égalise la température des deux côtés du front en surface par diffusion turbulente et par la convergence horizontale des vents le long du front, ce qui brise le bouchon. De plus à même température, l'air sec est plus dense que l'air humide (des molécules d'eau H2O de moindre masse remplacent des molécules d'oxygène O2 dans un volume unitaire d'air humide) et l'air du côté sec peut donc soulever celui du côté humide, servant de déclencheur à la formation d'un nuage convectif.
Lorsqu'un front froid vient intercepter un front de point de rosée, ce qui se nomme le triple-point, le soulèvement est augmenté et les conditions sont favorables pour engendrer des orages violents. Dans la région du renflement, mentionné antérieurement, le mouvement vertical est aussi plus fort car la convergence des vents y est plus intense, ce qui constitue une autre région de prédilection des orages.

### Démonstration
Comme l'air est plus sec à l'ouest, si formation de cumulus il y a, elle s'effectuera à une altitude élevée.
Soit :
- hs l'épaisseur de la couche de convection (jusqu'à la base des cumulus si existants) ;
- Ts la température au sol dans la zone sèche ;
- Th la température au sol dans la zone humide ;
- {\displaystyle \textstyle {dT_{s} \over dz}=\textstyle g/C_{p}=9,75~\mathrm {K/km} } le gradient adiabatique sec ;
- {\displaystyle \textstyle {dT_{h} \over dz}\approx 6,5~\mathrm {K/km} } le gradient adiabtique humide ;
- hb la hauteur de la base des cumulonimbus dans la zone humide.

Dans la zone sèche, la température Ts,hs à l'altitude hs sera :
{\displaystyle T_{s,h_{s}}=T_{s}-{dT_{s} \over dz}h_{s}}
Dans la zone humide, la température Th,hs à l'altitude hs sera en combinant les gradients secs et humides :
{\displaystyle T_{h,h_{s}}=T_{h}-{dT_{s} \over dz}h_{b}-{dT_{h} \over dz}(h_{s}-h_{b})}
Lorsque {\displaystyle T_{s}\approx T_{h}} et {\displaystyle h_{b}\ll h_{s}}, alors la température à l'altitude hs sera plus basse dans l'air sec que dans l'air humide. Ce phénomène s'explique plus simplement en disant que la libération de chaleur latente dans les cumulonimbus fait que dans la zone humide, en altitude l'air est plus chaud que dans la zone sèche.

## Progression
Un front de point de rosée se déplace typiquement vers le bas de la pente durant l'après-midi et se retire durant la nuit. Ceci est produit par le mélange turbulent entre la surface et l'altitude qui homogénéise la masse d'air sec plutôt qu'un mouvement réel dans la masse humide. Cependant, une fois que des orages intenses se forment le long de la ligne, elle peut se déplacer très loin en aval. Par exemple, une ligne sèche caractéristique de l'ouest du Texas pourra atteindre la vallée du Mississippi et la dépasser, lorsqu'un complexe orageux intense s'y développe et persiste même en pleine nuit.
Dans le secteur sec de la ligne sèche, le point de rosée est bas et le ciel est dégagé alors que de l'autre côté on observe des nuages convectifs et des points de rosée élevés. Les vents ont également une direction différente entre les deux secteurs, virant d'une manière similaire à ceux d'un creux barométrique, et des rafales peuvent soulever la poussière lors de son passage. Les températures sont en général assez similaires dans les deux secteurs mais légèrement plus élevées du côté sec près du front ce qui peut engendrer une poche torride si l'avancée est plus marquée en un endroit de la ligne de front.